# Osrednjeslovenska
Osrednjeslovenska (offiziell – slowenisch: Osrednjeslovenska statistična regija, deutsch Zentralslowenische statistische Region) ist eine statistische Region in Slowenien auf NUT-Ebene. Die Region, die für statistische Zwecke bestimmt ist, wurde im Mai 2005 eingeführt.
Sie umfasst insgesamt 26 Gemeinden. Die größte Stadt ist Ljubljana. Die Gesamtfläche beträgt 2.487 km².
Die Einwohnerzahl am 1. Juli 2020 betrug 554.823.
2015 wurde die Gemeinde Litija aus der Region Osrednjeslovenska zur Region Zasavska umgegliedert.

## Gemeinden
| Wappen | Gemeinde              | Deutscher Name       | Karte | Fläche    | Einwohner (2023) | NUTS3-Code |
| ------ | --------------------- | -------------------- | ----- | --------- | ---------------- | ---------- |
|        | Borovnica             | Franzdorf            |       | 42,3 km²  | 4.681            | SI021      |
|        | Brezovica             | Bresowitz            |       | 91,2 km²  | 12.838           | SI021      |
|        | Dobrepolje            | Gutenfeld            |       | 94,9 km²  | 3.923            | SI021      |
|        | Dobrova-Polhov Gradec | Dobrawa-Billichgrätz |       | 117,5 km² | 7.946            | SI021      |
|        | Dol pri Ljubljani     | Lustthal             |       | 33,3 km²  | 6.352            | SI021      |
|        | Domžale               | Domschale            |       | 72,3 km²  | 37.477           | SI021      |
|        | Grosuplje             | Grosslup             |       | 133,8 km² | 21.587           | SI021      |
|        | Horjul                | Baumkirch            |       | 32,5 km²  | 3.024            | SI021      |
|        | Ig                    | Igglack              |       | 98,8 km²  | 7.718            | SI021      |
|        | Ivančna Gorica        | Johannsbüchel        |       | 227,0 km² | 17.738           | SI021      |
|        | Kamnik                | Stein in Oberkrain   |       | 265,6 km² | 29.979           | SI021      |
|        | Komenda               | Kommende St. Peter   |       | 24,1 km²  | 6.643            | SI021      |
|        | Ljubljana             | Laibach              |       | 275,0 km² | 296.228          | SI021      |
|        | Logatec               | Loitsch              |       | 173,1 km² | 15.065           | SI021      |
|        | Log-Dragomer          | Dragomer             |       | 11,0 km²  | 3.764            | SI021      |
|        | Lukovica              | Lukowitz             |       | 74,9 km²  | 6.020            | SI021      |
|        | Medvode               | Zwischenwassern      |       | 77,6 km²  | 17.076           | SI021      |
|        | Mengeš                | Mannsburg            |       | 22,5 km²  | 8.592            | SI021      |
|        | Moravče               | Moräutsch            |       | 61,4 km²  | 5.569            | SI021      |
|        | Škofljica             | Frauenberg           |       | 43,3 km²  | 11.897           | SI021      |
|        | Šmartno pri Litiji    | Sankt Martin         |       | 23,8 km²  | 5.768            | SI021      |
|        | Trzin                 | Tersein              |       | 8,6 km²   | 3.956            | SI021      |
|        | Velike Lašče          | Großlaschitz         |       | 103,2 km² | 4.520            | SI021      |
|        | Vodice                | Woditz               |       | 31,4 km²  | 5.123            | SI021      |
|        | Vrhnika               | Oberlaibach          |       | 126,3 km² | 17.923           | SI021      |
|        | Gesamt                |                      |       |           |                  |            |

## Nachbarregionen
| Gorenjska            | Gorenjska, Savinjska                        | Savinjska                                            |
| Goriška              | Kompassrose, die auf Nachbargemeinden zeigt | Savinjska, Zasavska, Posavska, Jugovzhodna Slovenija |
| Primorsko-notranjska | Primorsko-notranjska, Jugovzhodna Slovenija | Jugovzhodna Slovenija                                |